# Antonio Pinilla Miranda
Pinilla, de nombre completo Antonio Pinilla Miranda (Badalona, Provincia de Barcelona, España, 25 de febrero de 1971) es un futbolista español retirado. Jugó como delantero en el F. C. Barcelona, el CD Tenerife y el Gimnàstic de Tarragona, entre otros equipos. Fue director general del Nàstic de Tarragona, pero en diciembre de 2009 fue relevado del cargo.

## Trayectoria
Pinilla se formó como delantero en las categorías inferiores del F. C. Barcelona. La temporada 1989/90, una semana antes de cumplir los 19 años, Johann Cruyff le dio la oportunidad de debutar en Primera División. Fue el 18 de febrero de 1990, en un partido contra el Rayo Vallecano. El Barcelona ganó 1-4 y Pinilla saltó al terreno de juego en el minuto 66 sustituyendo a Julio Salinas.
La temporada siguiente, la 90/91, el Barcelona ganó la liga y Pinilla se alineó en siete partidos, anotando un gol decisivo, en la 21.ª jornada, contra el Valencia CF. Esa misma temporada jugó la final de la Recopa de Europa, que los barcelonistas perdieron contra el Manchester United. Pinilla saltó al campo en el minuto 73, en substitución de Alexanko.
La fuerte competencia en el emergente Dream Team hizo que los técnicos del Barcelona decidieran ceder a Pinilla a otro equipo de Primera, el RCD Mallorca. En la isla Pinilla tuvo mayor continuidad (jugó 21 partidos y marcó cuatro goles), pero el equipo terminó como colista y descendió a Segunda División. La temporada 1992/93 fue nuevamente cedido a un equipo de Primera, en esta ocasión al Albacete Balompié, donde fue un titular fijo. Jugó en 36 de las 38 jornadas ligueras y marcó ocho tantos, siendo el segundo máximo realizador de su equipo.
El verano de 1993 se desvinculó definitivamente del Barcelona y fichó por el CD Tenerife, donde permaneció siete temporadas. En el club tinerfeño se alineó en 130 partidos de liga, en los que marcó 30 goles. Además, jugó en dos ocasiones la Copa de la UEFA, alcanzando las semifinales la temporada 1996/97. Pinilla ha pasado a la historia del club por ser el autor del primer gol de los tinerfeños en competición europea: fue el 15 de septiembre de 1993 contra el AJ Auxerre. La temporada 1998/99 el CD Tenerife perdió la categoría, pero Pinilla siguió un año más con el club en Segunda División.
La temporada 2000/01 se incorporó a la UD Salamanca, también en Segunda división, donde permanece una temporada, en la que anotó cuatro tantos en 34 partidos.

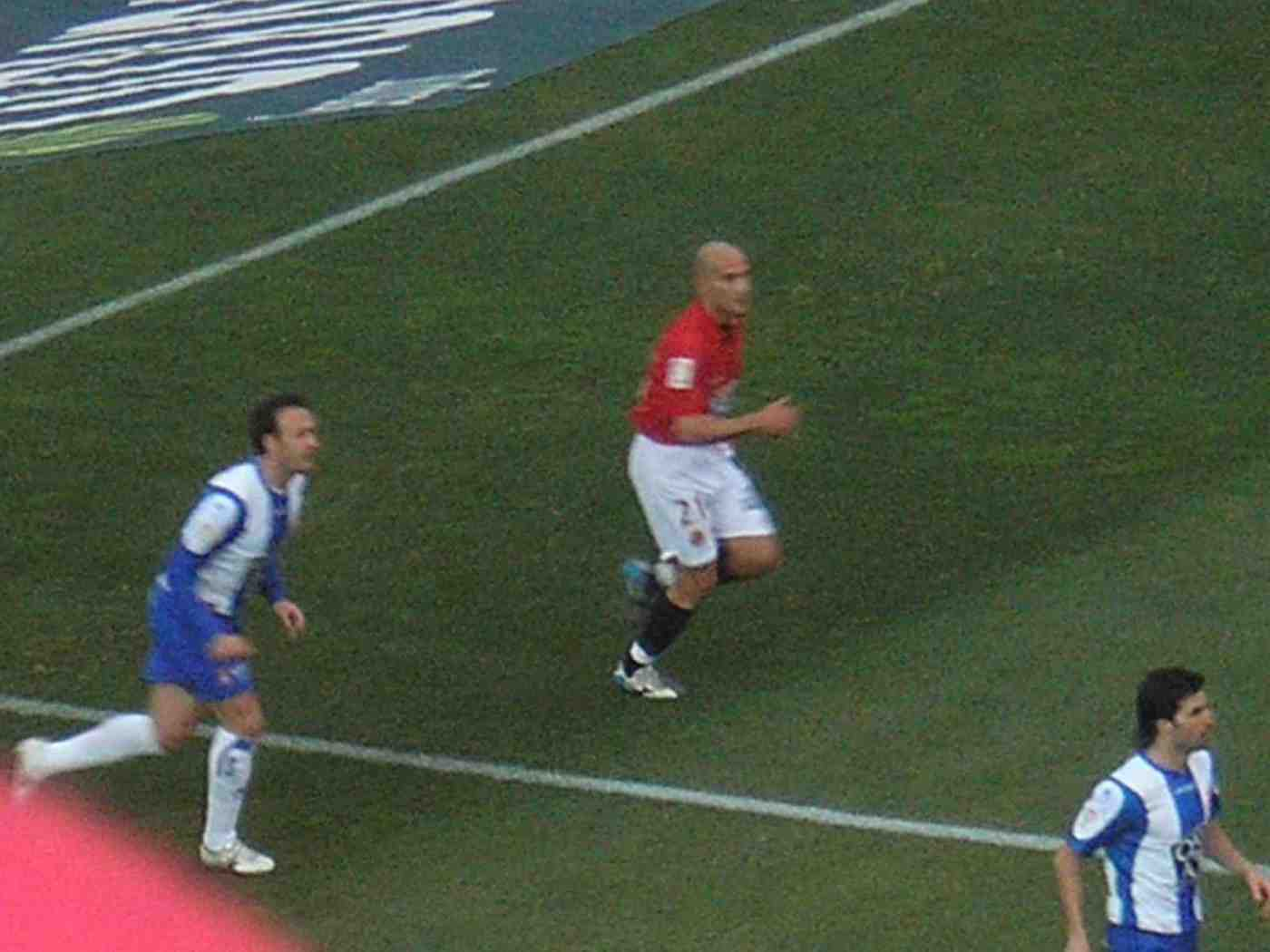
Pinilla, durante su etapa con el Nàstic en Primera División.

El verano de 2001 regresó a Cataluña para jugar en el Gimnàstic de Tarragona, que acababa de lograr el ascenso a Segunda División. Pinilla se convirtió en uno de los máximos anotadores con siete goles, que no fueron suficientes para lograr la permanencia. Además, una lesión grave de rodilla en la recta final de la temporada le obligó a pasar por el quirófano, dejándole inactivo medio año, por lo que el equipo tarraconense decidió no renovarle.
Sin embargo, tras recuperarse por su cuenta, el club lo repescó en el mercado de invierno de la temporada 2002/03. Aunque en esa primera campaña en Segunda B apenas logró hacerse un hueco en el equipo, la temporada 2003/04 se convirtió en una pieza básica para que el Nàstic consiguiese regresar a Segunda A. La temporada 2005/06 fue nuevamente un jugador clave en el histórico ascenso del Gimnàstic a Primera División, anotando cinco goles en las diez últimas jornadas.
Pinilla fue el capitán del Gimnàstic en la temporada del regreso de los tarraconenses a la máxima categoría, que solo duró un año. Esa temporada disputó 28 partidos y marcó dos dianas.
El 11 de septiembre de 2007 el Gimnàstic de Tarragona se proclamó por primera vez en su historia campeón de la Copa Cataluña tras vencer por 2-1 al F. C. Barcelona. Pinilla, que jugó la final como titular, anotó uno de los tantos del equipo grana.
Al finalizar la temporada 2007/08, tras conseguir la permanencia del Nàstic en Segunda, anunció su retirada de los terrenos de juego, y poco después fue nombrado director general del club tarraconense. Pero en diciembre de 2009, tras el cambio en la presidencia del consejo de administración del club, Pinilla fue relevado del cargo.
Después de ser director deportivo del Nàstic, Pinilla fue durante varios meses tertuliano y comentarista habitual en el canal de TV de pago GolT.

## Selección nacional
Nunca fue internacional absoluto, aunque jugó en las categorías inferiores de la Selección española. Fue uno de los integrantes del combinado español que ganó la histórica medalla de oro en los Juegos Olímpicos de Barcelona 1992. Pinilla jugó tres de los seis partidos de la competición.

## Clubes
| Club                   | País   | Año       |
| ---------------------- | ------ | --------- |
| F. C. Barcelona B      | España | 1988-1991 |
| F. C. Barcelona        | España | 1990-1991 |
| RCD Mallorca           | España | 1991-1992 |
| Albacete Balompié      | España | 1992-1993 |
| CD Tenerife            | España | 1993-2000 |
| UD Salamanca           | España | 2000-2001 |
| Gimnàstic de Tarragona | España | 2001-2008 |

## Palmarés

### Campeonatos nacionales
| Título              | Club            | País   | Año  |
| ------------------- | --------------- | ------ | ---- |
| Copa del Rey        | F. C. Barcelona | España | 1990 |
| Supercopa de España | F. C. Barcelona | España | 1991 |
| Liga                | F. C. Barcelona | España | 1991 |

### Copas internacionales
| Título                                 | Club                | Año  |
| -------------------------------------- | ------------------- | ---- |
| Medalla de oro en los Juegos Olímpicos | Selección de España | 1992 |